# Straßenbahn Arad
Die Straßenbahn Arad ist das Straßenbahn-System der rumänischen Stadt Arad und stellt das Rückgrat des kommunalen Öffentlichen Personennahverkehrs dar. Das meterspurige Netz ist 48 Kilometer lang und wird von 16 Linien bedient. Davon sind elf Stadtlinien und fünf Überlandlinien, ihre kumulierte Länge beträgt 100,17 Kilometer. Zuständiges Verkehrsunternehmen ist die öffentlich-rechtliche Compania de Transport Public Arad, kurz C.T.P. Arad. Diese Gesellschaft ist auch für den Stadtbusverkehr verantwortlich.

## Geschichte

### Normalspurzeit

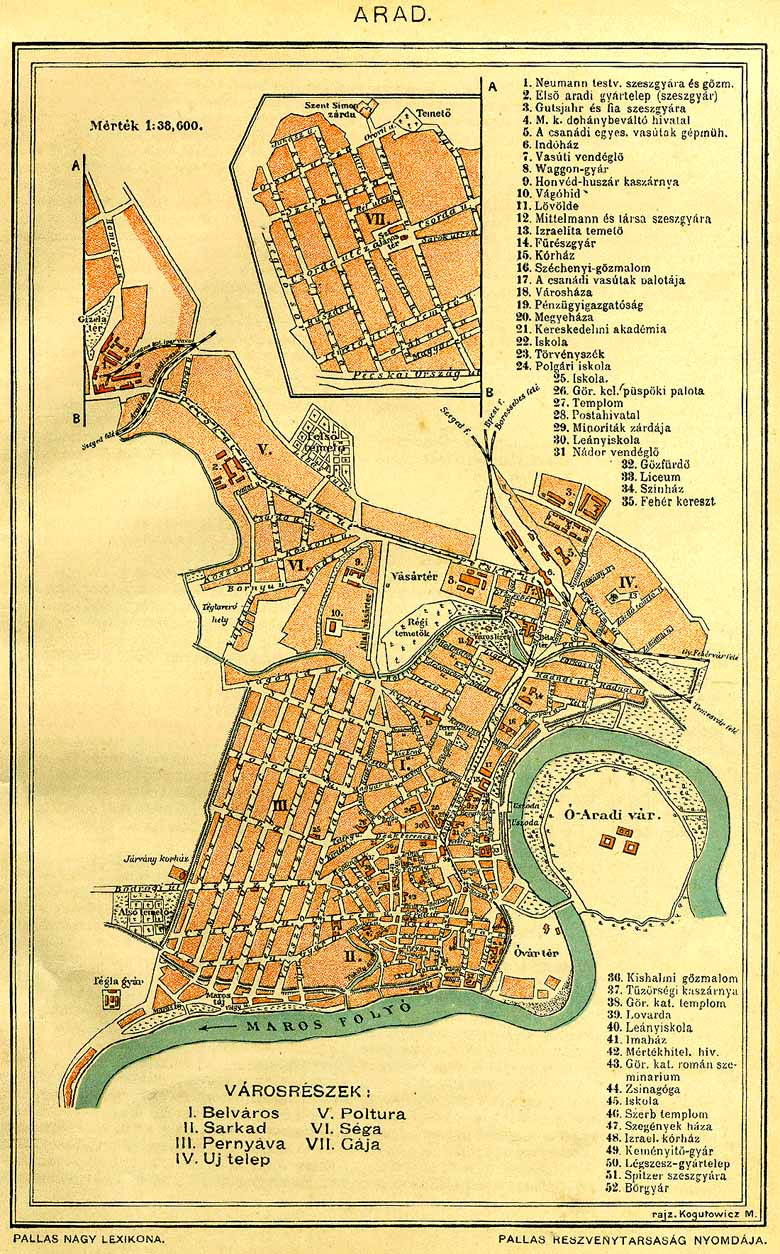
Die beiden Arader Pferdebahnstrecken auf einem Stadtplan von 1897

Abgestellte Staatsbahn-Güterwagen im Stadtzentrum

Die Geschichte des Arader Nahverkehrs begann am 6. Juli 1869, als die spätere Betreibergesellschaft Arader Straßenbahn- und Ziegeleifabrics-Actiengesellschaft die Konzession zum Aufbau einer normalspurigen Pferdestraßenbahn erhielt. Bereits am 24. Oktober 1869, damals gehörte die Stadt noch zum Königreich Ungarn, konnte das private Unternehmen die Bahn eröffnen. Sie diente auch dem Güterverkehr und führte vom Bahnhof ausgehend in südliche Richtung. Die Endstation befand sich etwa bei der heute Podul Traian genannten Brücke über den Mureș. Eine zweite Strecke führte ab 1873 vom Bahnhof aus in westliche Richtung der heutigen Calea Aurel Vlaicu folgend zur örtlichen Ziegelei im Stadtteil Gai. Deren Endstation befand sich vor dem Bahnübergang mit der Staatsbahn, entsprechend der heutigen Haltestelle Făt Frumos.
Die beiden Strecken wurden von drei Linien bedient, auf denen zusammen bis zu 19 Wagen im Einsatz waren. 1913 übernahm die Stadt selbst den Betrieb. Diese stellte im gleichen Jahr die südliche Strecke ein, um eine Konkurrenzsituation zu einer seit 1908 parallel verkehrenden Kraftomnibuslinie zu vermeiden. Die verbleibende Strecke Richtung Westen wurde hingegen modernisiert, ab 1914 verkehrten auf ihr Dampfstraßenbahnlokomotiven und Verbrennungstriebwagen mit Benzinmotor. Die Güterwagen der ungarischen Staatsbahn Magyar Államvasutak (MÁV) konnten fortan direkt zu privaten Gleisanschlüssen diverser Unternehmen zugestellt beziehungsweise abgeholt werden. Als die Armee im Ersten Weltkrieg die städtischen Omnibusse beschlagnahmte, wurde 1914 auch der Betrieb auf der Südstrecke wieder aufgenommen. Dorthin verkehrten wiederum Pferdebahnen. 1929 wurde schließlich der gesamte Straßenbahnverkehr auf Omnibusse umgestellt.

### Meterspurzeit
Die Omnibusse verkehrten bis zum Zweiten Weltkrieg, als sie wiederum durch das Militär eingezogen wurden. Im Gegenzug erhielt die Stadt 14 meterspurige Triebwagen, die von der rumänischen Armee in Odessa erbeutet wurden und reaktivierte infolgedessen Anfang 1944 die Südstrecke zwischen dem Bahnhof und dem Rathaus auf der Piața Avram Iancu, diese war fortan meterspurig und elektrifiziert. Die Weststrecke wurde ebenfalls Anfang 1944 wieder in Betrieb genommen, sie war weiterhin normalspurig und wurde mit reaktivierten Dampf- und Benzintriebwagen bedient. Bereits im Herbst 1944 beendete der veränderte Frontverlauf diesen Notbetrieb wieder, zudem mussten die meterspurigen Wagen nach Odessa zurückgegeben werden.
Erst am 29. November 1946 konnte die elektrische Straßenbahn ihren Betrieb mit zwei neuen Wagen wieder aufnehmen. Gebaut wurden sie vom örtlichen Unternehmen Astra Automobil- und Waggonfabrik, damals unter Gheorghe Dimitrov firmierend. In den folgenden Jahren wurde das Straßenbahnsystem weiter ausgebaut, so dass 1950 auf einem Liniennetz von 11,18 Kilometern Länge mit zwölf Wagen, die 521.000 Kilometer zurücklegten, 6,82 Millionen Fahrgäste befördert wurden.
In der sozialistischen Zeit wurde das Netz in alle Richtungen erweitert, zudem wurde ab 1978 ein Teil der ebenfalls meterspurigen und elektrifizierten Lokalbahn Arad–Podgoria in das städtische Straßenbahnnetz integriert. Diese verkehrte seit 1906 und hatte an der Piața Podgoria Anschluss an die Straßenbahn. Zum 1. Januar 1983 ging schließlich auch die Betriebsführung der ehemaligen Lokalbahn von der Staatsbahn an die damalige Intreprinderea Judeteanã de Transport Local Arad (I.J.T.L. Arad) über. Die nicht umgewandelten Lokalbahnstrecken wurden hingegen 1991 stillgelegt.

## Netzentwicklung
Die einzelnen Streckenabschnitte des heutigen Straßenbahnnetzes gingen wie folgt in Betrieb:
- 1944: Gara C.F.R. – Primărie
- 1948: Primărie – Gara Aradul Nou
- 1949: Gara C.F.R. – Făt Frumos
- 1959: Făt Frumos – Piața Gai
- 1973: Piața U.T.A. – Căpitan Ignat
- 1978: Piața Podgoria – Vama Micălaca (Umwandlung Lokalbahnstrecke)
- 1983: Vama Micălaca – DN 7 (Umwandlung Lokalbahnstrecke)
- 1983: DN 7 – Combinatul Chimic
- 1983: Căpitan Ignat – Piața Romană
- 1984: DN 7 – Ghioroc (Umwandlung Lokalbahnstrecke)
- 1986: Piața Podgoria – C.E.T.
- 1987: Uzina Electrică – Billa
- 2004: Băile Termale – Platforma Vest
- 2004: Renasterii – Billa

## Linien

Netz der Straßenbahn Arad im Jahr 2012

### In Betrieb
Folgende Linien sind 2024 in Betrieb.
- Făt Frumos ↔ Gara CFR ↔ Piața Romană
- Platforma Vest ↔ Făt Frumos (Gestrichene Linie)
- Făt Frumos ↔ Gara CFR ↔ Piața Romană ↔ Gara Aradul Nou
- Piața Gai ↔ Gara CFR ↔ Piața Romană
- Făt Frumos ↔ Gara CFR ↔ Billa
- Făt Frumos ↔ Gara CFR ↔ Vladimirescu ↔ Combinatul Chimic
- Piața Romană ↔ Vladimirescu ↔ Combinatul Chimic
- Făt Frumos ↔ Gara CFR ↔ Vladimirescu ↔ Ghioroc
- Piața Romană ↔ Vladimirescu ↔ Ghioroc
- Combinatul Chimic ↔ Ghioroc
- Făt Frumos ↔ Gara CFR ↔ Sere
- Piața Romană ↔ Sere
- Făt Frumos ↔ Căpitan Ignat ↔ Piața Romană ↔ Billa

### Ehemalige Linien
Nach 2010 wurden einige Linien eingestellt: 
- 2: Piața U.T.A. ↔ Podgoria ↔ Piața Romană ↔ Căpitan Ignat ↔ Piața U.T.A. (Ringverkehr)
- 4b: Făt Frumos ↔ Căpitan Ignat ↔ Piața Romană (aufgegangen in Linie 18b)
- 5: Vama Micălaca ↔ Piața Romană ↔ Gara Aradul Nou
- 8: Piața Romană ↔ Billa
- 17: Făt Frumos ↔ Gara CFR ↔ Billa
- 18: Piața Romană ↔ Billa (aufgegangen in Linie 18b)

Seit der Einstellung des Straßenbahnverkehrs zwischen Sere und C.E.T. im Jahr 2023, verkehren folgende Linien nicht mehr:
- Făt Frumos ↔ Gara CFR ↔ Sere ↔ C.E.T.
- Piața Romană ↔ Sere ↔ C.E.T.

## Fahrzeuge

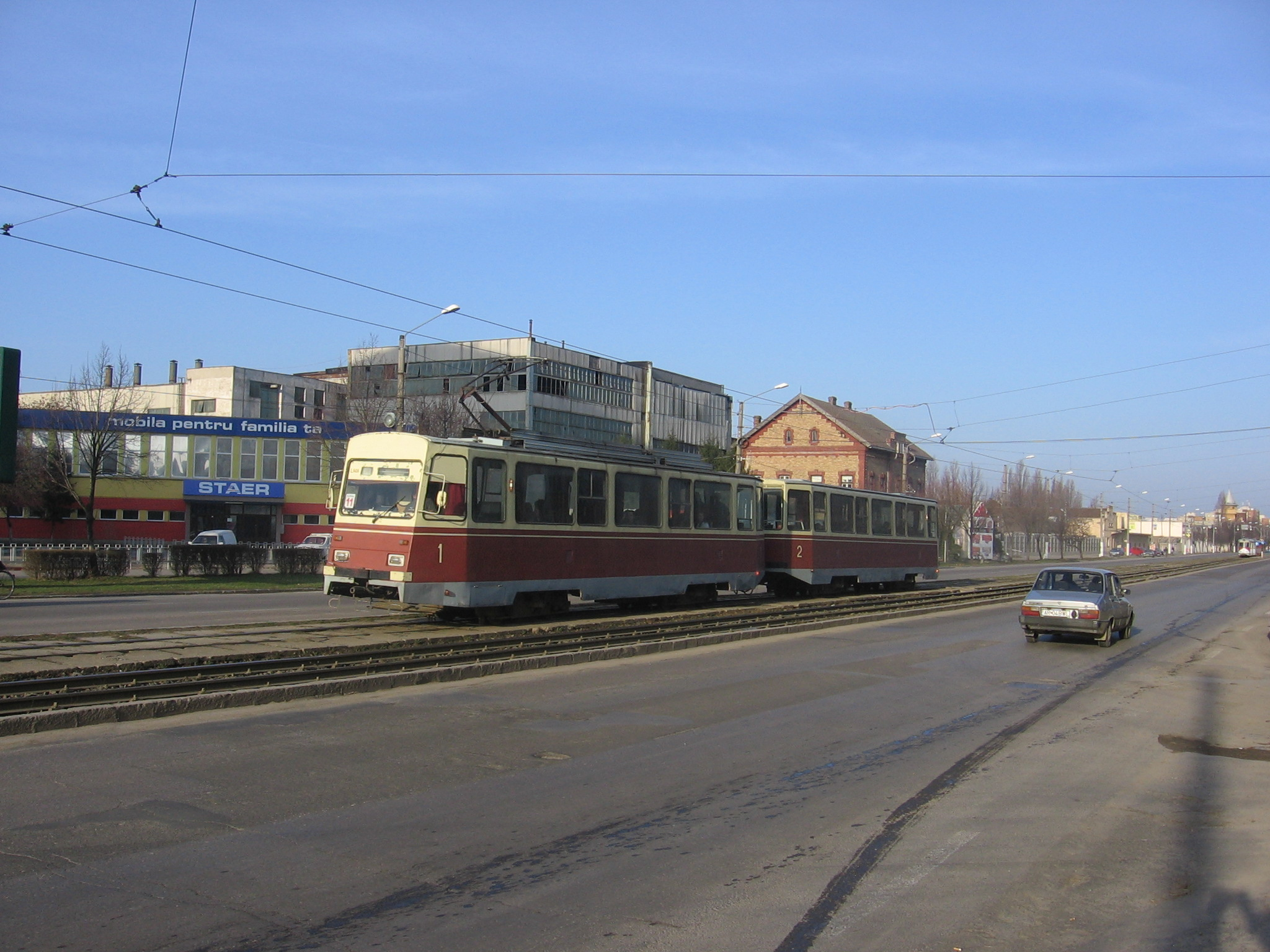
Ein inzwischen nicht mehr im Einsatz befindlicher Timiș 2-Zug

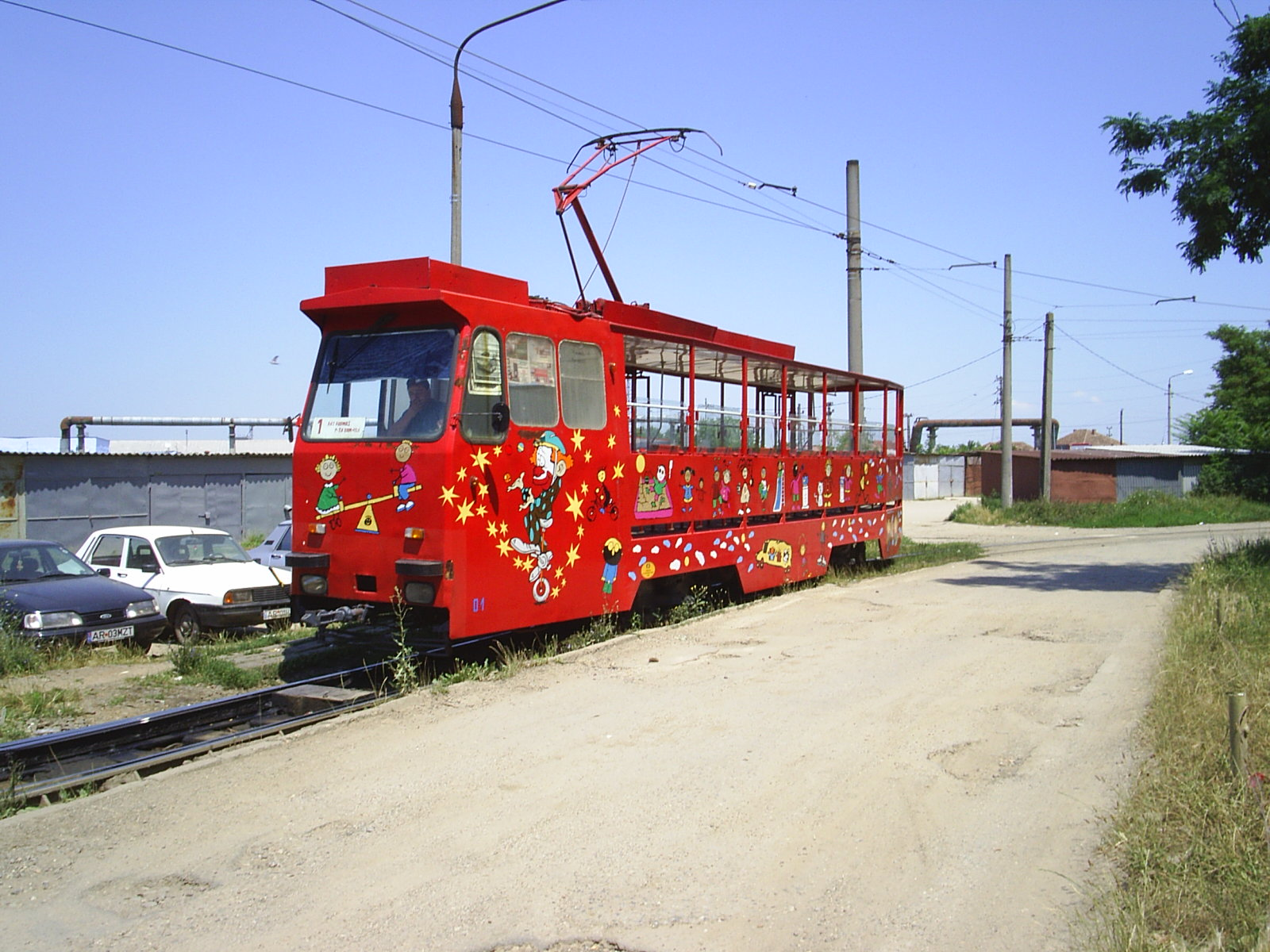
Der ehemalige Sommerwagen 01, 2006

### Großraumwagen
Zwischen 1974 und 1981 waren 100 Tatra T4R beschafft worden, die nicht mehr im Einsatz sind. Aufgrund von Einfuhrbeschränkungen folgten zwischen 1982 und 1985 stattdessen in Rumänien gebaute Fahrzeuge des Typs Timiș 2. Diese werden seit 2008 nicht mehr eingesetzt.

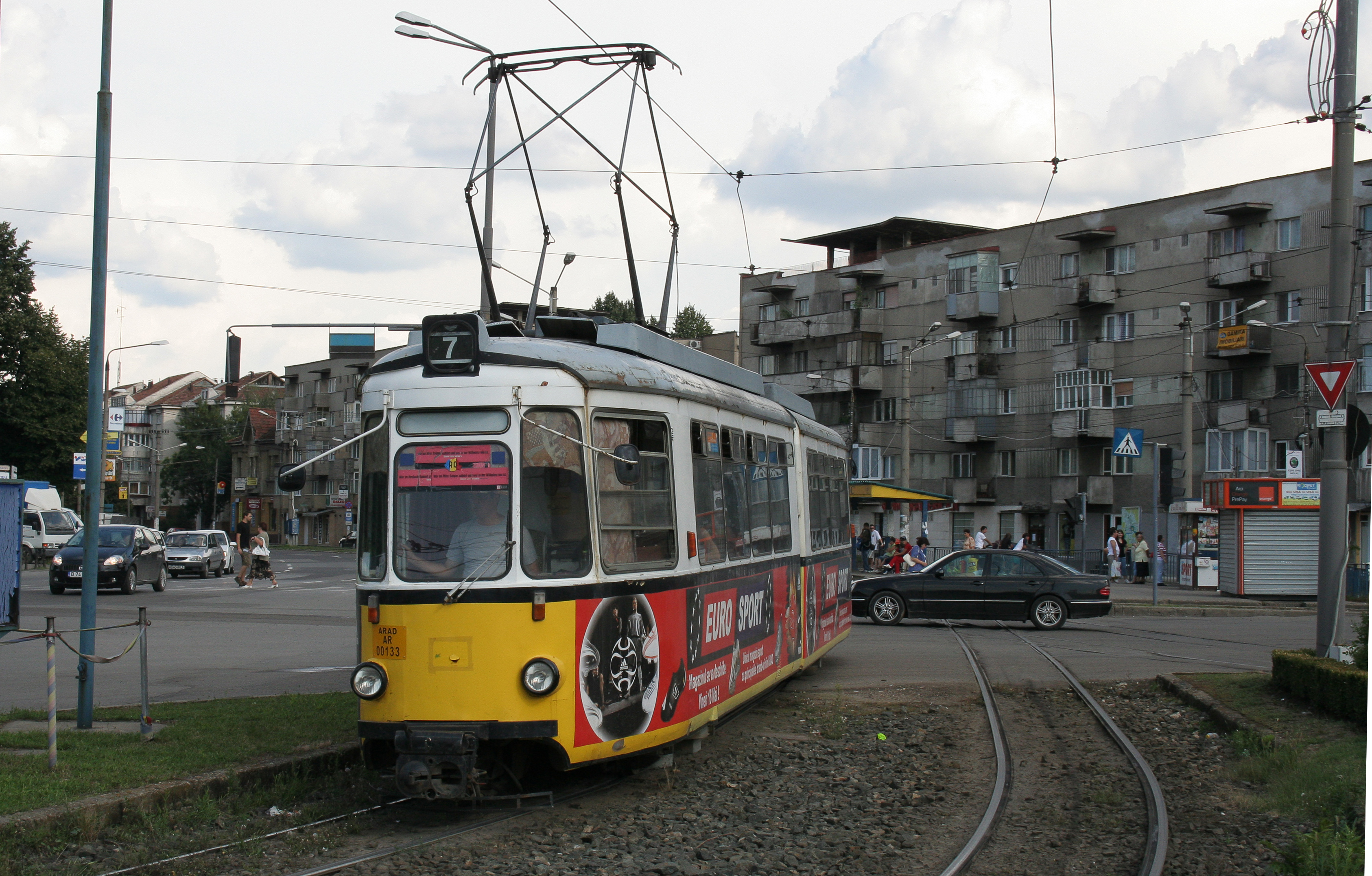
Ein ehemals Stuttgarter GT4 auf der Piața Podgoria

### Gebrauchtwagen aus Deutschland
Der Fahrzeugpark der Straßenbahn Arad besteht zu großen Teilen aus deutschen und österreichischen Gebrauchtwagen folgender Typen:
| Typ                                                  | übernommen von | Anzahl (Stand Mai 2023) |
| ---------------------------------------------------- | --- | ----------------------- |
| Duewag-Gelenkwagen GT6                               | Verkehrsbetriebe Ludwigshafen, Straßenbahn Mainz, Straßenbahn Mülheim, Straßenbahn Würzburg, Straßenbahn Bochum/Gelsenkirchen, Straßenbahn Innsbruck, Rhein-Haardtbahn und Oberrheinische Eisenbahn | 18                      |
| Duewag-Gelenkwagen GB6 (Beiwagen)                    | Rhein-Haardtbahn | 1                       |
| Duewag-Gelenkwagen GT6 (in Lizenz von Lohner gebaut) | Straßenbahn Innsbruck | 4                       |
| Duewag-Gelenkwagen GT8                               | Straßenbahn Essen und Straßenbahn Innsbruck | 11                      |
| Duewag-Großraumwagen B4 (Beiwagen)                   | Oberrheinische Eisenbahn | 1                       |
| M8S                                                  | Straßenbahn Essen | 6                       |
| Maschinenfabrik Esslingen GT4                        | Straßenbahn Stuttgart und Straßenbahn Ulm | 12                      |
| Tatra T4D                                            | Straßenbahn Halle (Saale) | 22                      |
| Tatra B4D                                            | Straßenbahn Halle (Saale) | 7                       |

Ungewöhnlich ist, dass die einzelnen Fahrzeuge fest einzelnen Fahrbediensteten zugeordnet sind und somit auch bei Schichtwechseln mitten am Tag ein- und ausgerückt werden muss.

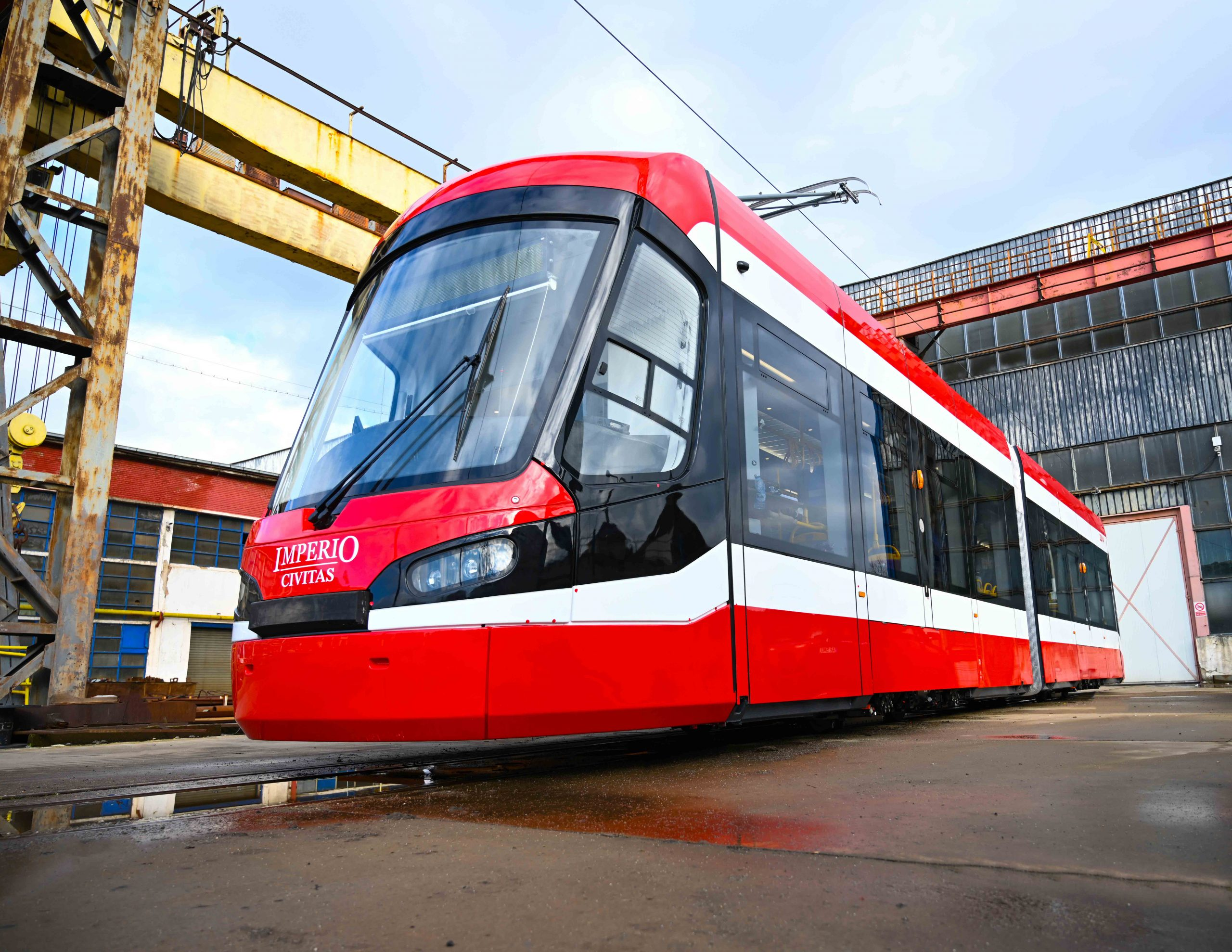
Fahrzeug des Typs Imperio Civitas

### Imperio
2014 und 2015 erhielt Arad die ersten Niederflurwagen. Es handelt sich um sechs dreiteilige Fahrzeuge des Typs Imperio von Astra Vagoane Călători mit elektrischer Ausrüstung von Siemens. Bis 2020 folgten vier weitere Imperio und von 2021 bis 2022 insgesamt 14 Fahrzeuge einer kürzeren, zweiteiligen Variante mit dem Namenszusatz Civitas.
Weitere Fahrzeuge befinden sich in Auslieferung, im April 2024 waren insgesamt ungefähr 30 Imperio vorhanden.